# Cao Zhong-Ming
Cao Zhong-Ming (Ningbo, 1965) is de Chinese ambassadeur in België.

## Biografie
Cao Zhong-Ming behaalde een diploma in de rechten en startte bij het Chinese ministerie voor Buitenlandse Zaken, departement Afrika. In 1992 werd hij secretaris op de ambassade in Tsjaad. Tussen 2010 en 2014 was hij ambassadeur in Mali. In 2015 werd hij benoemd tot directeur-generaal van de personeelsdienst van Buitenlandse Zaken.
Sinds 2018 is hij ambassadeur in België.